# Maxime Helal Ali
Maxime Helal Ali (* 19. November 2000) ist ein französischer Fußballspieler.

## Karriere
Helal Ali kam in der Winterpause der Saison 2017/18 von der Entente Sannois Saint-Gratien nach Österreich zu den LASK Juniors OÖ. Zunächst spielte er allerdings in der AKA Linz. Mit den Juniors stieg er im selben Jahr in die 2. Liga auf, kam allerdings zu keinen Einsätzen in der Regionalliga.
Sein Debüt in der zweithöchsten Spielklasse gab er im Juli 2018, als er am ersten Spieltag der Saison 2018/19 gegen die Zweitmannschaft des FC Wacker Innsbruck in der 71. Minute für Philipp Schmiedl eingewechselt wurde.
Nach nur einem Einsatz für die Juniors wechselte er zur Saison 2019/20 zum Regionalligisten FC Wels.